# Shirley シャーリイ
『Shirley シャーリイ』（原題：Shirley）は2020年のアメリカ合衆国の伝記映画。監督はジョセフィン・デッカー、出演はエリザベス・モスとオデッサ・ヤングなど。スーザン・スカーフ・メレルが2014年に上梓した小説『Shirley』を原作としている。

## ストーリー
バーモント州ベニントン。フレッドは同地にある大学に職を得て、妻のローズと一緒に引っ越してきたばかりであった。フレッドは上司のスタンリー・エドガー・ハイマンに勧められ、彼の自宅に同居することになったが、スタンリーがそのように申し出たのは親切心からではなかった。スタンリーはヒステリックな妻、シャーリイに振り回される日々にうんざりしており、その世話をローズに押しつける算段だったのである。
エキセントリックなシャーリイに面食らったローズだったが、その文才には感動せずにおれなかった。そして、男社会に抑圧されてきたという共通項を見出したことをきっかけに、ローズとシャーリイは絆を深めていった。しばらくして、2人はそれぞれのやり方で抑圧に抵抗し始め、その矛先はスタンリーとフレッドにも向けられることになった。

## キャスト
- シャーリイ・ジャクスン: エリザベス・モス
- スタンリー・エドガー・ハイマン（英語版）: マイケル・スタールバーグ
- ローズ・ネムサー/ポーラ: オデッサ・ヤング（英語版）
- フレッド・ネムサー: ローガン・ラーマン
- キャサリン: ヴィクトリア・ペドレッティ（英語版）
- キャロライン: オーラ・キャシディ（英語版）
- ランディ・フィッシャー: ロバート・ウール

## 製作
2018年5月16日、エリザベス・モスとマイケル・スタールバーグがジョセフィン・デッカー監督の新作映画に出演するとの報道があった。7月下旬、本作の主要撮影がニューヨークで始まった。9月、ローガン・ラーマンとオデッサ・ヤングがキャスト入りした。2019年4月8日、タマール＝カリが本作で使用される楽曲を手掛けることになったと報じられた。2020年6月5日、ミラン・レコーズが本作のサウンドトラックを発売した。

## 公開・マーケティング
2020年1月25日、本作はサンダンス映画祭でプレミア上映され、デッカーが審査員特別賞（ドラマ部門:独創的な作品に対して）を受賞した。2月10日、ネオンが本作の全米配給権を獲得したと報じられた。5月8日、本作のオフィシャル・トレイラーが公開された。

## 評価
本作は批評家から絶賛されている。映画批評集積サイトのRotten Tomatoesには183件のレビューがあり、批評家支持率は87%、平均点は10点満点で7.47点となっている。サイト側による批評家の見解の要約は「エリザベス・モスの傑出した演技によって出来映えが良くなった。『Shirley シャーリイ』は広く受け入れられている伝記映画の型を破り、シャーリイ・ジャクスンのパイオニア的業績に敬意を払う作品に仕上がっている。」となっている。また、Metacriticには39件のレビューがあり、加重平均値は76/100となっている
ローレンス・ジャクスン・ハイマン（シャーリイとスタンリーの息子）は本作における両親の描写について「もし私の両親について何も知らない人が『Shirley シャーリイ』を鑑賞したならば、母は狂った酒飲みに見えるでしょうし、父は三流の批評家に見えるでしょう」「この映画は母のユーモラスな側面を描けていないのです」と批判している。